# Shunuch
Shunuch är en ort i Mexiko.   Den ligger i kommunen Chenalhó och delstaten Chiapas, i den sydöstra delen av landet, 700 km öster om huvudstaden Mexico City. Shunuch ligger 1 791 meter över havet och antalet invånare är 269.
Terrängen runt Shunuch är bergig, och sluttar norrut. Runt Shunuch är det ganska tätbefolkat, med 134 invånare per kvadratkilometer. Närmaste större samhälle är Pantelhó, 16,4 km nordost om Shunuch. Omgivningarna runt Shunuch är en mosaik av jordbruksmark och naturlig växtlighet.